# La sposa nella tempesta
La sposa nella tempesta (A House Divided) è un film del 1931 diretto da William Wyler.

## Trama
Un pescatore vedovo si innamora di una giovane donna e la sposa. Però quest’ultima si innamora del figlio di lui.